# تقليدوية

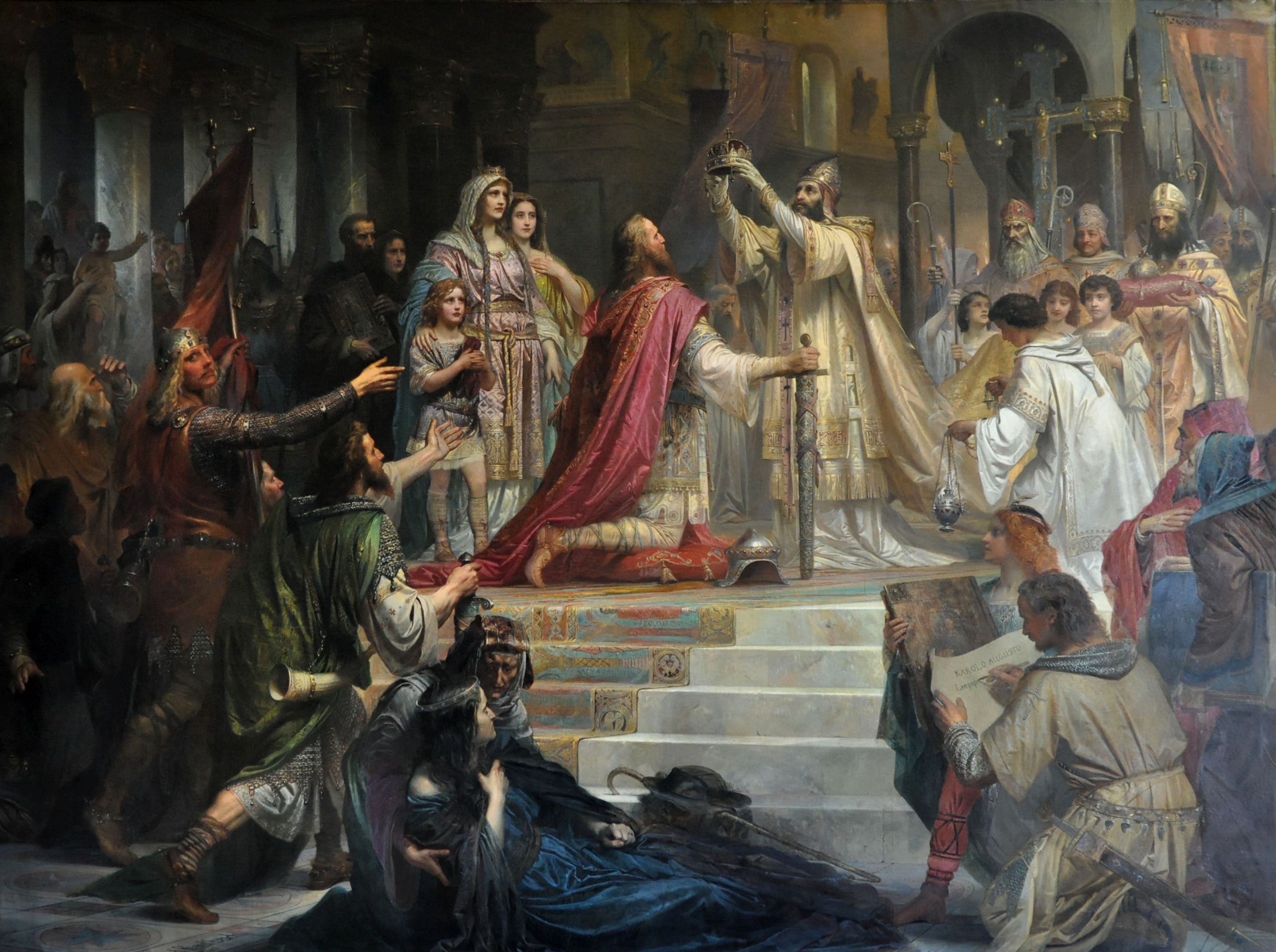
تتويج شارلمان

التقليدوية أو التقليدانية هي نزعة ونهج محافظين في النظرة إلى الحياة والمجتمع. وجوهر التقليدوية هو تجنب القطيعة مع التقليد، والحفاظ على الأشكال القديمة للقيم السياسية والدينية والأخلاقية، لأنها بنظر المنادين بها، التعبير العفوي عن الحاجات الحقيقية للمجتمع. ولكن التقليد، على هذا النحو، ليس سوى العادة، التي كانت تملي، في القرون الوسطى، على الإنسان أعماله وأحكامه، وهي تفترض أن «الجيد» نكتسبه من السلف وأن أفضل ما يكون هو الذي كان دائما. وقد أدى استلهام الحق الروماني، في القرن الثامن عشر، إلى استبدال الحق المدون «بالحق المعتاد» وإلى استبدال العقل «بالتجربة»، والمجرد «بالملموس». ويتوقف الطابع المحافظ، أو بمعنى آخر، الطابع الرجعي للمنهج التقليدي على اختيار الماضي. فيختلف الفرق التقليدوي، من بلد إلى آخر، باختلاف «التاريخ» الذي يستند إليه. إلا أنه رغم التباين، ثمة خلفية فكرية مشتركة، أذواق ومشاعر مشتركة، تعطي هذا المذهب قدرا من التماسك الأكيد.
هناك في كل العصور، وخاصة في مراحل الاضطراب والبلبلة، من يصرح بإخلاصه للتقاليد وحرصه عليها ويشكك بفعالية وشرعية التحديث الطاريء. إلا أن التقليدوية لم يشتد عودها، وتثبت قدمها كمذهب، إلا بعد التساؤلات العميقة التي أحدثتها فلسفة «عصر التنوير»، والقطيعة الإرادية مع معاصري عام 1789.
يبدأ تاريخ التقليدوية، بوصفها نظاما، مع الثورة الفرنسية وكان أول تأسيس لها كتاب «تأملات حول الثورة الفرنسية» لأدموند بورك (بالإنجليزية: Edmund Burke)‏.
يواجه دعاة التقليد، عقائد المدارس الأخرى، الليبرالية الاشتراكية، بالإيمان العميق بوجود إرادة إلهية، هي القيمة على سير الأمور الطبيعة، فيخطئ من يعمل على خلخلة نظام الأشياء. وليس نظام الأشياء الطبيعي هذا سوى التجربة نفسها. وقد ظل «المجتمع المسيحي» مثال التقليديين الأعلى، وغالبا ما كانوا يجدون في الكنيسة سندا لهم. وظل مثالهم، مثال المجتمع الريفي الذي يطغى عليه احترام القيم التقليدية، إلى جانب احترام الصفات «الرجولية».
لقد اغتنى المذهب التقليدي، عبر التاريخ، بعناصر جديدة: دو بونالد (بالفرنسية: De Bonald)‏، إلى الحزب الموالي للأسرة المالكة، زمن الملكية في فرنسا، إلى الأبعاد التي أضافتها أوضاع البؤس الشعبي إلى تقليدية الكاثوليكيين الاجتماعيين لاتور دوبين (بالفرنسية: A. De Melun)‏، ألبيير دو مون وكذلك اتجاه أوغوست كونت التقليدوي الذي أصبح عنصرا من عناصر استنتاج شامل، وتقليدوية تين (بالفرنسية: Taine)‏أو رينان (بالفرنسية: Renan)‏ التي اختلفت عما كانت عليه في بداية القرن. وقد تجدد هذا الاتجاه في القرن العشرين، بفضل المفاهيم الوطنية الجديدة التي أدخلها باريس (بالفرنسية: Barres)‏ ومور، وجماعة «العمل الفرنسي» (بالفرنسية: Action francaise)‏ وألهم هذا التيار، نظام فيشي (بالفرنسية: Vichy)‏ فهمه للثورة الوطنية، وهو اسم جديد للمذهب القديم المضاد للثورة وشعار: العمل، العائلة الوطن.
هذا وما زالت القليدية هي التيار الغالب في بعض المؤسسات الروحية والسياسية الغربية كالكنيسة والجيش.